# Bridžport (Čikago)
Bridžport (engl. Bridgeport) je jedna od 77 gradskih oblasti u Čikagu. Ova oblast je pet kilometra jugozapadno od centra grada.

## Istorija
Konstrukcija Ilinois & Mičigen Kanala, u 1836, je dovela do naseljavanja Bridgeporta. Ime je verovatno nametnuto da se razlikuje od naselja Kanalport. Mnogo ljudi je živelo oko Arčer ulice. U 1848 je kanal bio otvoren, i ovo mesto je postalo industrijski centar. U 1865 su se otvorile željezare. 
Znata broj gradonačelnika Čikaga potiče iz ovog dela grada. 
Nemci i Irci su imali sukob u ovom komšiluku u 1850-tih godina. Takođe poljske i litvanske grupe su imale sukob u 20-tom veku. 
Posle drugog svetskog rata je broj crnaca u Čikagu je znatno porastao, i postali su većina u velikom delu južnog i zapadnog Čikaga. Međutim u Bridgeportu nisu uspeli da se nasele. Kinezi su postali znatni procenat populacije, pogotovo što je Kineski deo grada u susednoj oblasti Armor Skveru. Takođe, Meksikanci koji su veoma brojni u komšiluku Pilsen su se doselili u Bridžport.

## Populacija
- 1930: 53,553
- 1960: 41,560
- 1990: 29,877
- 2000: 33,694 (Belci 53.6%, Hispanci 30.2%, Azijanci 26.3%, Crnci 1.2%)[1]